# محمد بن عيسى بن سلمان آل خليفة
الشيخ محمد بن عيسى بن سلمان آل خليفة (مواليد 18 ديسمبر 1960) عسكري بحريني برتبة فريق أول ركن ، رئيس الحرس الوطني منذ 7 يناير 1997 وهو الإبن الثالث للشيخ عيسى بن سلمان آل خليفة أمير دولة البحرين السابق ، وشقيق الملك حمد بن عيسى آل خليفة ملك مملكة البحرين.

## عن حياته
ولد الشيخ محمد بن عيسى في 18 ديسمبر 1960 وهو الإبن الثالث للشيخ عيسى بن سلمان آل خليفة أمير دولة البحرين السابق والشيخة حصة بنت سلمان آل خليفة وشقيق الملك حمد بن عيسى آل خليفة ملك مملكة البحرين.
- عمل سابقاً في سلاح البحرية بقوة دفاع البحرين
- شغل منصب رئيس الاتحاد البحريني لكرة القدم خلال الفترة 1988 حتى 1996.
- في 7 يناير 1997 أصدر الشيخ عيسى بن سلمان آل خليفة أمير دولة البحرين أمر أميري بتعينه رئيساً للحرس الوطني بدرجة وزير. [1]
- وفي 4 فبراير 2000 أصدر الملك حمد بن عيسى آل خليفة ملك مملكة البحرين أمر أميري بترقيته من رتبة عميد ركن إلى لواء ركن. [2]
- وفي 12 ديسمبر 2009 أصدر الملك حمد بن عيسى آل خليفة ملك مملكة البحرين أمر ملكي بترقيته من رتبة لواء ركن إلى فريق ركن. [3]
- وفي 6 يناير 2019 أصدر الملك حمد بن عيسى آل خليفة ملك مملكة البحرين أمر ملكي بترقيته من رتبة فريق ركن إلى رتبة فريق أول ركن. [4]

## حياته العائلية
متزوج وله من الأبناء:
- الشيخ عيسى
- الشيخ سلمان - نائب رئيس الهيئة العامة للرياضة
- الشيخ حمد